# ネオアコ
ネオアコは、ポスト・パンクの流れから派生した音楽ジャンル／スタイルのひとつ。ネオ・アコースティック（neo acoustic）の略称。なおネオアコ（ネオ・アコースティックも含む）という言葉自体は和製英語であり、欧米では通用しない言葉である。

## 概要・歴史
1980年代初頭、イギリスのチェリー・レッド、ラフ・トレード、ポストカード、ベルギーのクレプスキュールといったレーベルから、「パンク以降」のDIY精神を継承しつつ新しい感覚のアコースティック・サウンドを奏でるアーティストが登場した。「ネオ・アコースティック」という呼称は、これらのアーティストまたはムーブメントに対して、日本の評論家やレコード会社が名付けたのが始まりとされる。 
呼称の由来として、当時パンク以降に登場した様々な音楽スタイルに対して「ネオ○○」というジャンル名が与えられていたことが背景にある（ネオ・サイケ、ネオ・モッズなど）。この場合の「ネオ」はポスト・パンクに近い意味合いであると思われ、音楽業界において「パンクが旧来の価値観を破壊した」という認識のもと、改めて採り入れる対象とする旧来の音楽スタイル自体と区別する意味で使われたものである。
音楽的には、ニール・ヤング、ボブ・ディラン、バーズをはじめとする1960年代 - 70年代のアメリカやイギリスのフォークと同様にアコースティック楽器を中心としていながら、それらよりも「青臭く」て言わば大人の視点が欠落した透明感のあるサウンドを特徴とする。一説には「ドライで軽快、そしてタメをつくらない演奏」であり、「成熟拒否」というべき観念にも繋がっている。また1980年代は、ロックが肥大化する以前の様式性としてボサノヴァやスウィング、ロカビリーやモータウン、作曲家ではフィル・スペクターやバート・バカラックなどを懐古する志向が、アンダーグランドな次元でポップを復権させた時期ともいえる。
オレンジ・ジュースのヒット曲「リップ・イット・アップ」はシックなどの影響を受けダンサブルなものだった。アズテック・カメラやペイル・ファウンテンズが登場した1982年頃から1985年頃にかけて、ネオアコと呼ばれる一群の名盤が次々とリリースされた。当時、ネオアコのファンはイギリスおよび日本において、あくまで一部のリスナーに限定されつつ一定の人気を保っていた、と言っていいだろう。1980年代半ば以降は、アーティストの音楽性が多様化したり洗練されていった影響もあり、この動きは一時下火となっていた。
1989年、日本でネオアコから多大な音楽的影響を受けたフリッパーズ・ギターがメジャー・デビューした。TVドラマの主題歌に使われた「恋とマシンガン」でブレイクを果たして以後、彼らが影響を受けたネオアコのアーティスト達を様々な媒体で紹介した。また彼らが導火線の一つとなったとされる渋谷系の勃興も相まって、1990年代初頭にネオアコの人気が盛り上がり、多くの新しいファンを獲得した。

## 代表的なミュージシャン

### イギリス

#### 1980年代
- アズテック・カメラ (Aztec Camera)[3][11]
- プリファブ・スプラウト (Prefab Sprout)[12]
- フェルト (Felt)[13]
- オレンジ・ジュース (Orange Juice)[3][14]
- ペイル・ファウンテンズ (The Pale Fountains)[15]
- エヴリシング・バット・ザ・ガール (Everything but the Girl)[16]
- モノクローム・セット (en:The Monochrome Set)[17][注 1]
- フレンズ・アゲイン (Friends Again)[18]
- ウィークエンド (Weekend)[3][19]
- ザ・スミス (The Smiths)[20][注 2]
- ジャスミン・ミンクス (The Jasmine Minks)[21]
- ザ・パステルズ (The Pastels)[22][注 3]
- アイレス・イン・ギャザ (Eyeless in Gaza)[23]
- ロータス・イーターズ (The Lotus Eaters)[24]
- ザ・ブルーベルズ (The Bluebells)[3][25][注 4]
- ロイド・コール&ザ・コモーションズ (Lloyd Cole and the Commotions)[26]
- ドリーム・アカデミー (The Dream Academy)[27]
- フレンズ(Friends)[13]
- ヒット・パレード (The Hit Parade)[28]
- イースト・ヴィレッジ (East Village)[16]

#### 1990年代以降
- トラッシュキャン・シナトラズ (The Trash Can Sinatras)[29]
- ベル・アンド・セバスチャン (Belle and Sebastian)[30]

### オーストラリア
- ゴー・ビトウィーンズ (The Go-Betweens)[31]

### ギリシャ
- ファンタスティック・サムシング(Fantastic Something)[32][注 5]。

### 日本
- フリッパーズ・ギター[33]
- ブリッジ[34]
- カジヒデキ[35]
- b-flower[36]
- ペニー・アーケード[37]
- デボネア[38]
- ネロリーズ (Nelories)[39]
- Advantage Lucy